# Andrzej Wiśniewski (generał)
Andrzej Stanisław Wiśniewski (ur. 20 marca 1952) – polski wojskowy i lekarz, generał brygady dr n. med. Wojska Polskiego.

## Życiorys
Andrzej Stanisław Wiśniewski w 1977 ukończył studia na Wydziale Lekarskim Wojskowej Akademii Medycznej w Łodzi i rozpoczął zawodową służbę wojskową w 107 Wojskowym Szpitalu Garnizonowym w Wałczu na stanowisku młodszego asystenta. Po odbyciu stażu w szpitalu został wyznaczony w 49 pułku zmechanizowanym na stanowisko lekarza. W 1997 w Wojskowej Akademii Medycznej uzyskał stopień doktora nauk medycznych. W czasie służby wojskowej zajmował stanowiska służbowe w dowództwie 20 Dywizji Pancernej, 58 Batalionie Medycznym, Dowództwie Pomorskiego Okręgu Wojskowego oraz w 107 Szpitalu Wojskowym. Komendant 10 Wojskowego Szpitala Klinicznego z Polikliniką w Bydgoszczy w latach 1995–2007. Posiada II stopień specjalizacji w zakresie organizacji i ochrony zdrowia wojsk oraz II stopień specjalizacji w dziedzinie położnictwa i ginekologii. Ma również tytuł specjalisty w dziedzinie zdrowia publicznego. 11 czerwca 2007 objął obowiązki Szefa Inspektoratu Wojskowej Służby Zdrowia, a 11 listopada tegoż roku został awansowany przez Prezydenta RP Lecha Kaczyńskiego na stopień generała brygady. 1 czerwca 2011 pożegnał się z mundurem i przeszedł do rezerwy.

## Odznaczenia
- Krzyż Oficerski Orderu Odrodzenia Polski (2023)[3][4]
- Krzyż Kawalerski Orderu Odrodzenia Polski (2003)[5]